# Fissidens pseudoclosteri
Fissidens pseudoclosteri är en bladmossart som beskrevs av Iwatsuki och S. S. Kumar 1992. Fissidens pseudoclosteri ingår i släktet fickmossor, och familjen Fissidentaceae. Inga underarter finns listade i Catalogue of Life.